# We Belong Together
"We Belong Together" é uma canção gravada pela artista musical estadunidense Mariah Carey, contida em seu décimo álbum de estúdio, The Emancipation of Mimi (2005). A música foi lançada em 29 de março de 2005, pela Island Records, como o segundo single do álbum. "We Belong Together" foi escrito por Carey, Jermaine Dupri, Manuel Seal e Johntá Austin e produzido pelos três primeiros. Como a música contem interpolações de "If You Think You're Lonely Now" (1981) de Bobby Womack's e "Two Occasions" (1987) de The Deele, os compositores dessas respectivas músicas são creditados. "We Belong Together" é construído sobre um arranjo simples de piano com uma batida discreta. A letra narra o desespero de uma mulher pelo retorno de seu ex-namorado.
Após seu declínio na popularidade entre 2001 e 2005, os críticos apelidaram a música de seu retorno musical, como muitos consideraram como encerrado seu sucesso. "We Belong Together" ganhou vários prêmios e indicações para a indústria da música ao longo de 2005-2006. A música quebrou recordes nos Estados Unidos e se tornou o décimo sexto número um de Carey na Billboard Hot 100 dos EUA. Depois de permanecer no número um por quatorze semanas não consecutivas, juntou-se a outras quatro músicas como a terceira música número um mais longa da história das paradas nos EUA, atrás da colaboração de Carey com o Boyz II Men em 1995, intitulada "One Sweet Day". A Billboard a listou como a "música da década" e a décima primeira música mais popular de todos os tempos. Além disso, quebrou vários recordes de exibição no ar, reunindo os maiores públicos de um dia e de uma semana da história. "We Belong Together" também liderou as paradas na Austrália e alcançou os cinco primeiros lugares na Dinamarca, Escócia, Espanha, Hungria, Irlanda, Países Baixos, Nova Zelândia e Reino Unido.
O vídeo musical correspondente foi dirigido por Brett Ratner e estreou em 11 de abril de 2005. Concebido como a segunda parte do vídeo musical de "It's Like That, que apresentou Carey em sua festa de despedida, o projeto apresenta Carey se casando com um homem mais velho e poderoso; contudo, ela foge da cerimônia com seu ex-namorado, que ainda a ama. Após o seu lançamento, surgiram rumores de que o vídeo trazia uma conexão ao casamento de Carey com Tommy Mottola ex-chefe da Sony Music Entertainment, ocorrido em 1993. Como forma de divulgação, a cantora apresentou "We Belong Together" em diversas cerimônias e programas televisivos, como os MTV Movie Awards e MTV Video Music Awards de 2005, a parada de quatro de julho da loja Macy's, Top of the Pops, The Tonight Show with Jay Leno e The Oprah Winfrey Show. Além disso, Carey a incluiu no repertório de suas turnês The Adventures of Mimi (2006) e Angels Advocate Tour (2009–10) e de todas as suas outras turnês subsequentes.

## Antecedentes
Carey produziu seus álbuns de retorno Glitter (2001) e Charmbracelet (2002), que não renderam o sucesso esperado. Embora tenham sido impulsionados pela forte atenção da mídia em relação ao retorno de Carey à música, bem como o seu novo contrato com a Island Records, os álbuns não conseguiram entregar o sucesso que ela tinha conquistado durante os anos 90, com ambos os trabalhos vendendo menos de cinco milhões de cópias mundialmente. Após o lançamento de Charmbracelet e sua turnê correspondente, Carey começou a conceituar o trabalho de um novo projeto, finalmente intitulado The Emancipation of Mimi, seu décimo trabalho de estúdio. "We Belong Together" tornou-se uma canção que os críticos consideraram como o "retorno de Carey à forma" e "o retorno de sua voz", depois de vários críticos terem questionados as habilidades vocais da cantora após o lançamento de Charmbracelet.
Em novembro de 2004, a artista já havia gravado diversas canções para The Emancipation of Mimi. L.A. Reid, presidente da Island Records, sugeriu a Carey que ela composse alguns singles mais fortes para assegurar o sucesso comercial do projeto. Notando que ela havia composto alguns de seu melhores trabalhos com Jermaine Dupri, Reid recomendou que ela se encontrasse com Dupri para uma breve sessão de estúdio. Carey foi para Atlanta para colaborar com Dupri, onde compuseram e produziram "Shake It Off" e "Get Your Number", que acabaram por ser lançadas como terceiro e quarto singles do álbum. Carey voltou para Atlanta para uma segunda reunião com Dupri e, durante esta viagem, Carey e Dupri compuseram as duas últimas músicas a serem incluídas no álbum, "We Belong Together" e "It's Like That". Em entrevista à revista Billboard, Carey descreveu seus sentimentos sobre a canção durante a sua etapa de produção:
| “ | Tive calafrios. Eu tinha um grande sentimento sobre isso quando terminei de compor a canção, e eu estava voltando de Atlanta, em algum hora louca da manhã (...) Mas fomos ouvi-la na viagem de avião a caminho de casa, e até mesmo da versão demonstrativa. Eu realmente senti algo muito especial [em relação a canção]. | ” |

Em seguida, Carey e sua gestão decidiram lançar "It's Like That" — que foi descrita por Carey como o "retorno certo" — como o primeiro single do álbum. Mais tarde, ela relembrou sua experiência com Dupri. "Fiquei muito grata. Eu fui para Atlanta", disse ela. "E tenho que dizer: nós compomos algumas das minhas canções favoritas do álbum. Estou tão orgulhosa de Jermaine — ele está tão focado, e ele sabia o que tinha que ser feito".

## Composição
Com duração de três minutos e vinte e um segundos (3:21), "We Belong Together" é uma canção musicalmente derivada do R&B com elementos do hip hop, sendo produzida por Carey, Jermaine Dupri e Manuel Seal. A sua gravação ocorreu em 2004 nos estúdios Right Track Studios em Nova Iorque e Southside Studios em Atlanta, Geórgia. Brian Frye esteve a cargo da engenharia, enquanto Herb Power tratou da masterização. A letra foi escrita por Carey, Dupri, Seal e Johntá Austin. A canção é propulsionada por um chimbau e um bumbo contidos no programador Roland TR-808, que é proeminentemente utilizado no hip hop. Carey adotou um canto caracterizado pelo rap, que recebeu a aprovação dos críticos que admoestaram a melisma, um canto utilizado por ela desde o início de sua carreira. Jennifer Vineyard, da MTV News, comentou que o canto livre e discreto de Carey trouxe mais poder para a canção, o que não teria sido alcançado se tivesse usado o belting. A canção também incorpora estilos do soul retrô da década de 80 por referenciar "If You Think You're Lonely Now", de Bobby Womack, e "Two Occasions", de The Deeles e Babyface. Na segunda estrofe de "We Belong Together" , Carey canta: "Bobby Womack no rádio / Cantando para mim: 'If you think you're lonely now'". Em seguida, ela troca de estação radiofônica: "Então, girei o botão, tentando relaxar / E então ouço Babyface / 'I only think of you'". A linha 'If you think you're lonely now' é extraída da canção homônima, enquanto 'I only think of you' é extraída do refrão de "Two Occasions". Devido a inclusão das linhas destas canções, outros compositores também são creditados, nomeadamente Kenneth "Babyface" Edmonds, Darrell Bristol, Bobby Womack, Patrick Moten e Sandra Suly. No remix da canção, ela completa a frase de "Two Occasions", dizendo: "Então, girei o botão, tentando relaxar / E então ouço Babyface / 'I only think of you' / 'On two occasions' / 'That's day and night'". "We Belong Together" segue a forma comum de verso-refrão e está estruturada em três seções distintas, com cada seção apresentando a protagonista em diferentes emoções. A primeira parte narra o rompimento do casal, e um tom triste é estabelecido ao passo em que ela lamenta seus erros anteriores. Na segunda parte, a narrativa alterna para o presente, e a protagonista fica cada vez mais agitada e sente que "tudo para fora de seu elemento" quando tenta distrair-se ouvindo o rádio, mas não consegue. A faixa não possui uma ponte; em vez disso, Carey muda para a terceira seção, elevando o seu alcance vocal em uma oitava, o que enfatiza a enorme frustração e desespero da protagonista. Johnny Loftus, da publicação Metro Times, descreveu detalhadamente a produção da faixa, seu conteúdo lírico e os vocais de Carey:
| “ | É simples, sincera e elegante. Mariah se defende com seu amante falecido — "Quando você foi embora, eu perdi uma parte de mim / Ainda é tão difícil de acreditar?" — e o suave R&B da canção está perfeitamente discreto, construído a partir de alguns acordes de piano e um ritmo So So Def desacelerado. Tem uma qualidade caseira, quase como se fosse uma canção do outono [estadunidense] — você pode imaginar um casal cisão cantando baixinho, separadamente, com o mundo se passando em torno deles. Ela está em um patamar com chá; ele está preso no trânsito quando encontra Mariah no rádio. Ele ainda referencia habilmente aquela sensação, com Mariah encontrando as músicas de Bobby Womack e Babyface em seu rádio, [que são] simplesmente muito difíceis de ouvir. Não há retortas "I Tried to 2-way You", nenhum caso de amor que seja de lixo tecnológico [como] 'Eu estava no supermercado e esse cara tinha o mesmo tom de toque que você, e eu chorei'. Não, não há uma sensibilidade clássica para as letras e o som de 'We Belong Together' que faz ser perfeita — e perfeitamente universal — a composição pop/R&B. Em outras palavras, é o aperto. E provavelmente há um final feliz, também: a triunfante oitava final de Mariah faz o título da canção ser enfático. | ” |

"We Belong Together" possui um arranjo musical simples e discreto, definido no fá lídio e composta na assinatura de tempo de 4/4. Da mesma forma, dentro da canção, o alcance vocal de Carey varia desde sol4 até a alta nota de lá5. O alcance vocal de Carey é demonstrado com maior ênfase no refrão final, com os vocais de Carey elevando o seu alcance vocal em uma oitava, abrangendo-se entre sol4 até lá5. A artista termina com uma coda antecipada, completando o refrão e a canção com uma nota potente de dó5 por aproximadamente quatro semibreves (cerca de 17 segundos). Segue-se a forma comum de verso-refrão, que está estruturada em três seções que retratam o protagonista em uma gama de emoções; de triste e resignada na primeira seção, até desesperada e agitada no segunda. A última seção da canção é culminada com o aumento vocal de uma oitava, que não enfatiza apenas o aumento do desespero da protagonista, mas sua determinação de estar com seu amante.

## Crítica profissional
Sal Cinquemani, da revista Slant Magazine, comentou que "a... diva [continua] legal com versos sussurrados e rápidos, até que o clímax forte, final e completo... prova que 'a voz', de fato, retornou". O profissional declarou que "a canção é 'inovadora', assim como Mariah foi ao longo dos anos". De acordo com Kelefa Sanneh, do The New York Times, o estilo de canto romântico da artista deu uma propulsão para a canção. Sanneh escreveu: "Esse estilo é parte da razão pela qual ela é capaz de transformar uma balada em um sucesso de verão. 'We Belong Together' não apresenta um rapper convidado, ou uma batida contundente, mas as linhas vocais difíceis da Sra. Carey dão para a canção mais propulsão do que se esperava, com ritmos bem enrolados que rebocam contra a batida". Johnny Loftus, do Metro Times, definiu a composição como um "sucesso de verão", resenhando: "Todos nós sabemos que são os intangíveis que fazem um single de verão de qualquer maneira, essas correntes não rastreáveis agarram as mãos e os pés e, embora não seja um hino, 'We Belong Together' é muito empolgante".
Para a revista Vibe, Michael Ehrlich disse que a canção iria "atravessar gerações". Aaron M., do portal Território da Música, definiu "We Belong Together" como a melhor do disco. Stephen Thomas Erlewine, do Allmusic, selecionou a faixa como um dos destaques do material, enquanto Todd Burns, da Stylus Magazine, descreveu-a como "lindamente cadenciada". Jozen Cummings, da PopMatters, escreveu o seguinte: "Carey faz a canção por conta própria, lembrando seus fãs nos dias de 'Hero' com vocais completos e guturais, e um clímax avassalador no final. A dicotomia entre as duas primeiras faixas de The Emancipation of Mimi são o 'pão e a manteiga' do álbum". Sherri Winston, do periódico South Florida Sun-Sentimel, disse que a cantora "sabia que [a música] seria um sucesso", prezando sua batida subestimada e os vocais de Carey. Michael Paoletta, da Billboard, descreveu "We Belong Together" como um dos números mais fortes do projeto, destacando a voz da artista como o ponto focal da obra.

## Desempenho comercial

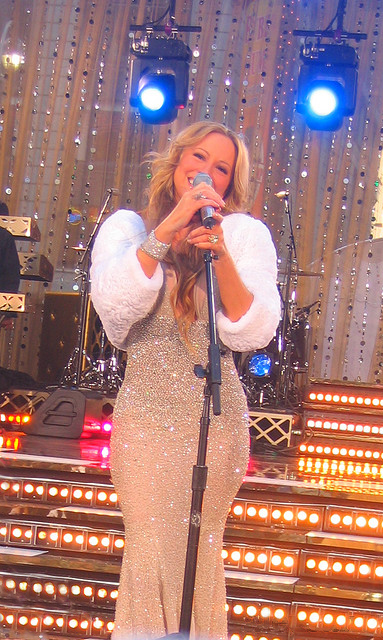
Carey cantando "We Belong Together" no Good Morning America

Entre 2001 e 2004, a popularidade de Carey havia declinado substancialmente e muitos consideravam sua carreira terminada. "We Belong Together" provou ser o single de retorno de Carey e um enorme sucesso comercial. A música passou catorze semanas não consecutivas no número um no Billboard Hot 100 dos EUA — depois de estrear no número 81 — e na parada Hot R&B/Hip-Hop Songs. Teve grande sucesso em outros gráficos afiliados, tornando-se a primeira música a ocupar simultaneamente a primeira posição em nove paradas da Billboard na semana que terminou em 6 de agosto de 2005: Hot 100, Billboard Hot 100 Airplay, Hot R&B/Hip-Hop Songs, Hot R&B/Hip-Hop Airplay, Pop 100 Airplay, Top 40 Mainstream, Rhythmic Airplay Chart, Hot Dance Club Songs, e o Hot Ringtones. Passando quatorze semanas no topo do Hot 100, "We Belong Together" se tornou a terceira música número um mais longa da história das paradas nos EUA, atrás apenas da colaboração de Carey em 1995 com Boyz II Men, "One Sweet Day", que passou dezesseis semanas no número um. Além do sucesso nas paradas, a música quebrou vários recordes de airplay, e de acordo com a Nielsen BDS, reuniram os maiores públicos de um dia e de uma semana na história do BDS, atingindo 32,8 milhões e 223 milhões de impressões, respectivamente. Este recorde foi mantido até ser quebrado por "Blurred Lines" de Robin Thicke em 2013, com 234,65 milhões de ouvintes em 28 de julho.
Durante a semana de 25 de setembro de 2005, Carey estabeleceu outro recorde, tornando-se a primeira mulher a ocupar os dois primeiros lugares no Hot 100, já que "We Belong Together" permaneceu no número um e seu próximo single, "Shake It Off", manteve o número dois. Além disso, a música ocupou a primeira posição na parada oficial do Hot 100 Airplay por dezesseis semanas, empatando pela segunda vez em todos os tempos com "Don't Speak" (1996) do No Doubt. "We Belong Together" foi certificado de platina quádrupla pela RIAA (Recording Industry Association of America), denotando vendas de 4 milhões de cópias nos Estados Unidos. No gráfico de fim de ano de 2005 da Billboard, a música foi declarada a música número um, a primeira da carreira de Carey. A Billboard listou "We Belong Together" em nono lugar na lista das 100 melhores músicas de todos os tempos e em segundo lugar nas 100 melhores músicas de R&B/Hip-Hop da Billboard Hot 100. No Hot 100, "We Belong Together" passou 23 semanas consecutivas no total das dez e 43 semanas no total, tornando-se a música entre os dez maiores de Carey e seu maior sucesso no ranking. A música também foi declarada a música mais popular da década de 2000 pela Billboard, o que faz de Carey o primeiro artista a ter mais de uma música, sendo a mais popular de uma década, como "One Sweet Day", foi eleita a música mais popular da década de 1990.
Além de seu sucesso nos Estados Unidos, "We Belong Together" alcançou fortes posições nos gráficos em toda a Europa e Austrália. No ARIA Charts, a música estreou no topo da parada de singles na Austrália durante a semana de 3 de julho de 2005. Na semana seguinte, manteve a posição número um pela segunda semana e permaneceu na parada por um total de onze semanas. Até o momento, "We Belong Together" foi certificado como platina pela Australian Recording Industry Association (ARIA), denotando vendas de 70.000 unidades. A música terminou no número dezessete na parada australiana de 2005. Nos territórios flamengo e valoniano da Bélgica, "We Belong Together" alcançou o número doze e vinte e quatro, passando um total de quinze e quatorze semanas flutuando na parada de singles, respectivamente. A música terminou no número quarenta e sete na parada flamenga de 2005. "We Belong Together" estreou no número quinze na parada dinamarquesa Tracklisten durante a semana de 7 de agosto de 2005, eventualmente, chegando ao número três. Na França, a música atingiu o número doze e passou dezenove semanas flutuando na parada francesa de singles. No top 40 holandês, "We Belong Together" alcançou o número um na quarta semana e passou um total de dezesseis semanas no gráfico, quatro dos quais esteve na posição número dois. A música terminou no número quarenta e um na parada holandesa de 2005. Na Nova Zelândia, a música passou três semanas no número dois na parada de singles e um total de doze antes de sair em 3 de outubro de 2005. No final de 2005, "We Belong Together" terminou no número trinta e seis e foi certificado como ouro pela Recording Industry Association of New Zealand (RIANZ). Na Noruega e na Espanha, a música atingiu o número nove e três e passou nove e sete semanas nas paradas respectivamente. Na Suíça, a música alcançou o número quatro na parada oficial de singles e ficou no gráfico por treze semanas. Durante as previsões no meio da semana no Reino Unido, "We Belong Together" foi previsto para se tornar o terceiro single número um de Carey no Reino Unido. No entanto, acabou estreando no número dois na UK Singles Chart. Na segunda semana, a música caiu para o número três, antes de voltar à segunda posição na terceira semana, desta vez impedida por "You're Beautiful" de James Blunt. A música passou um total de dezoito semanas na parada de singles e estimou vendas de mais de 240.000 unidades no Reino Unido.

## Prêmios e indicações
"We Belong Together" foi premiado com vários prêmios prestigiados da indústria da música ao longo de 2005 e 2006. Na cerimônia de 2005 do Billboard Music Awards, Carey ganhou cinco prêmios, com a música recebendo prêmios no "Título do Ano do Top 40 Rítmico", "Música do Ano do Hot 100" e "Hot 100 Airplay do Ano". Em 6 de novembro de 2005, Carey ganhou dois prêmios por "We Belong Together" na cerimônia do Radio Music Awards, nas "Canções do ano/Hit Principal do Rádio" e "Canção do ano/Urban e Rádio rítmica". Da mesma forma, "We Belong Together" ganhou o prêmio de "Melhor single de R&B/Soul" no 20º Soul Train Music Awards, "Canção de Amor do Choice" no Teen Choice Awards, "Melhor Canção de R&B" no Vibe Awards, e "Single Mais Tocado Do Mundo" no World Music Awards.
No 48º Grammy Awards, realizado no Shrine Auditorium em 8 de fevereiro de 2006, Carey foi indicada para oito prêmios, o máximo que recebeu em uma noite ao longo de sua carreira. "We Belong Together" foi nomeado para Canção do Ano e Gravação do Ano; no entanto, ganhou dois prêmios: "Melhor Canção de R&B" e "Performance Vocal Feminina de R&B". A música foi nomeada "Canção do ano" no ASCAP Awards, e "Canção do ano", "Canção mais executada" e "Canção número um da Billboard" no BMI Awards. No verão de 2006, Carey levou para casa "Canção do ano", "Melhor performance de música pop feminina" e "Melhor performance de música feminina de R&B/Soul" no GrooveVolt Music & Fashion Awards.

## Remixes
Carey gravou uma versão remix oficial de "We Belong Together", que ela produziu com o DJ Clue. O remix apresenta vocais dos rappers Jadakiss e Styles P, dois terços do trio de hip-hop the LOX. O remix é fundamentalmente diferente do original, descrito como tendo "uma pulsação mais rápida e elástica" por Kelefa Sanneh, do The New York Times. Liricamente, a música é semelhante à versão do álbum, na qual os versos dos dois rappers contemplam as memórias passadas. Em duas resenhas separadas ao The Emancipation of Mimi, Sanneh se referiu à música como "ótima" e "excelente", em relação ao remix.
Além do remix principal da versão do álbum, vários outros foram encomendados e lançados, embora nenhum contenha novos vocais de Carey. Peter Rauhofer criou o "Reconstruction Mix / Atlantic Soul Vocal Mix" e "Atlantic Soul Vocal Mix", que apresentam uma linha de baixo sintética, uma linha de piano e guitarra e chimbal distintivo que produzem um ritmo mais otimista, e uma batida contundente.

## Vídeo musical

### Antecedentes
O videoclipe da música estreou mundialmente em 11 de abril de 2005, embora o MSN tenha lançado com exclusividade o videoclipe em 9 de abril. "We Belong Together" foi o vídeo mais assistido de uma música de 2005 no Yahoo!, com 7,5 milhões de visualizações. O vídeo foi dirigido pelo diretor de cinema Brett Ratner em Los Angeles, no mesmo dia da gravação do vídeo do single anterior de Carey, "It's Like That". Carey havia colaborado com Ratner várias vezes no passado, tendo trabalhado com ele no videoclipe de "Heartbreaker", que se tornou um dos mais caros de todos os tempos, custando cerca de US $ 2,5 milhões. O vídeo foi filmado de 9 a 10 de fevereiro de 2005, em conjunto com "It's Like That" e serve como a segunda metade da história dividida em duas partes. O videoclipe de "It's Like That" mostra Carey em sua festa de despedida de solteira para se casar com um homem mais velho e poderoso, interpretado por Eric Roberts. No final do vídeo, seu ex-namorado e sua antiga paixão, interpretada por Wentworth Miller, chega ao evento, e o vídeo termina com eles se encarando, enquanto o futuro marido de Carey assiste da varanda. O vídeo de "We Belong Together" começa apresentando Carey se preparando no dia do casamento. Nas cenas do casamento de Carey com o homem mais velho, ela usa um vestido de noiva de Vera Wang que ela usou originalmente durante suas núpcias com Tommy Mottola em 1993. Em uma entrevista à MSNBC, quando perguntado se havia uma conexão com o uso do vestido no vídeo e na realidade, Carey respondeu:

O vestido de noiva era um vestido original de Vera Wang de um tempo atrás que eu realmente usei em uma certa ocasião e o guardava e, quando criamos o conceito do vídeo que continha o elemento de um casamento, eu disse: 'bem, eu tenho meu antigo vestido de noiva'. Ainda vale a pena [sic] para mim", porque não acredito que algum dia já tenha sido casada, mas seja o que for, fim da história. E eu sabia que não conseguiríamos um vestido fabuloso em apenas dois dias, então tirei esse vestido do guarda roupa: ele tem uma cauda de 7 metros e só com miçangas e tudo mais, então pensei que também poderíamos usá-lo.

### Sinopse

No videoclipe, Carey usou seu vestido de noiva usado em seu casamento com Tommy Mottola em 1993. Ela é vista correndo do altar, ao lado de seu ex-namorado (Wentworth Miller), na cena climática do vídeo.

O vídeo mostra Carey se preparando para o casamento e depois seguindo até o altar, bem como sua fuga da recepção. Muitos dos atores apresentados em "It's Like That" estavam no de "We Belong Together", que foi filmado como uma continuação do vídeo "It's Like That". Começa com a cena de uma grande mansão, aparentemente de propriedade do homem mais velho com quem ela se casará. Carey é vista andando descalça em um quarto, tirando uma túnica preta e deitada em uma cama coberta com lençóis brancos. Vestida com uma lingerie, o rosto de Carey é mostrado de perto, enquanto são mostradas cenas dela jogada na cama. Quando a música começa, Carey é vista sentada em frente a um grande espelho, se preparando para o casamento colocando brincos e sapatos e olhando para o anel no dedo. Cenas adicionais de Carey sentada em um pequeno sofá azul, vestindo um vestido roxo, e olhando para a câmera durante um momento do banho são intercaladas. O casamento é então mostrado, com Miller se aproximando da recepção através de uma escada na parte de trás. Crianças pequenas são vistas jogando flores no tapete branco, seguidas por Roberts e Carey andando pelo corredor.
Com Carey, agora seca e vestida, é mostrada em outro cenário, uma foto de Carey e Miller no vídeo de "It's like That" é mostrada, durante a letra "Eu não consigo dormir à noite / Quando você está na minha mente". Depois de várias outras cenas de Carey vestida com um vestido roxo e a camisa branca serem intercaladas, o altar é exibido, onde antes de começar a celebração, Carey olha nos olhos de seu ex-namorado mais uma vez. Ela se vira para Roberts e começa a correr em direção a Miller, saindo do altar. Quando o clímax da música começa, Carey e Miller são mostrados correndo da recepção, enquanto os convidados se levantam admirados e assistem a dupla fugir. Carey, vestida com uma camisa branca, é mostrada com crescente expectativa, chorando para a câmera e movendo as mãos e os cabelos. De volta à cena do casamento, Carey e seu ex namorado entram no veículo dele e vão embora enquanto seu véu de sete metros fica atrás do carro. O vídeo foi indicado para "Melhor Vídeo de R&B" e "Melhor Vídeo Feminino" no MTV Video Music Awards de 2005.

## Apresentações ao vivo

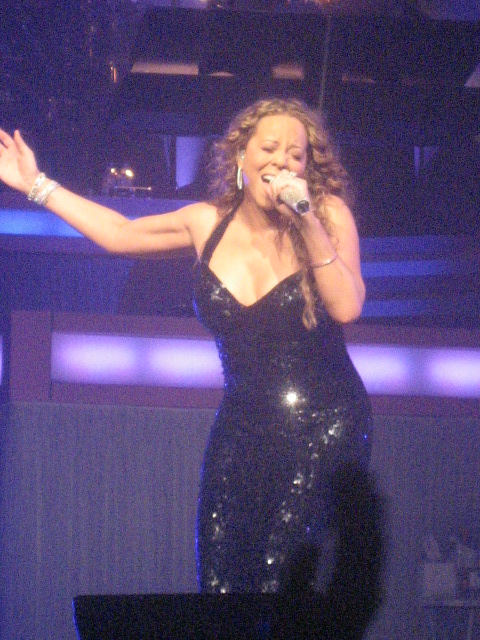
Carey performando "We Belong Together" em sua Angels Advocate Tour

Devido ao seu sucesso contínuo nas paradas, uma promoção foi estabelecida para promover "We Belong Together" em várias apresentações ao vivo na televisão e o incluiu nas listas de todas as suas turnês após seu lançamento. No Reino Unido, Carey filmou uma participação em duas partes no programa musical britânico Top of the Pops, cuja apresentação contou com performances de "It's Like That", "We Belong Together" e "Shake It Off". Aparições promocionais europeias e asiáticas incluíram uma entrevista no talk show francês Le Grand Journal e uma performance de "We Belong Together" tanto na Music Station quanto no Riponggi Hills, no Japão. Depois de retornar aos Estados Unidos para uma série de apresentações na televisão, que incluíram apresentações no Good Morning America, na forma de um concerto ao ar livre de cinco partes. O show, realizado na Times Square, contou com o maior número de público na praça desde a comemoração do ano novo de 2004, conteve a apresentação dos três primeiros singles do álbum, além de "Fly Like a Bird" e "Make It Happen" (1991). Na semana seguinte, ela performou "We Belong Together" no BET Awards de 2005, com uma participação adicional no especial anual Save the Music do VH1, filmado ao vivo em 17 de abril no Beacon Theatre. Durante todo o mês de maio, Carey apareceu em vários programas de televisão dos EUA, apresentando "We Belong Together" no Late Show with David Letterman (5 de Maio), The Tonight Show with Jay Leno (11 de maio) e The Ellen DeGeneres Show (13 de maio), que incluiu uma performance de "It's Like That". Quando junho se aproximava, Carey apareceu no The Oprah Winfrey Show (24 de maio), apresentando uma versão ao vivo de "We Belong Together". Ela apareceu no palco usando um longo vestido de gala azul e contou com uma apresentação de quatro partes, além de três vocalistas de fundo. Onze dias depois, em 4 de junho, ela se apresentou no desfile anual do Macy's 4th of July, cantando "America the Beautiful" e "We Belong Together".
Na semana seguinte, Carey fez uma aparição ao vivo no MTV Movie Awards de 2005. O recital foi ao ar na televisão no formato preto e branco, com Carey vestindo um vermelho Armani Privé e exibindo um penteado encaracolado antigo, aparecendo em cores. Ela cantou "We Belong Together" em um palco branco runway-com quatro dançarinos masculinos e femininos. Após a promoção do álbum nos Estados Unidos, Carey viajou para o Reino Unido em 2 de julho de 2005 para um concerto beneficente realizado no Hyde Park, em Londres, intitulado Live 8. O evento televisionado foi assistido por mais de 9,6 milhões de cidadãos britânicos e teve uma audiência ao vivo de mais de 200.000. Carey performou um set-list de três músicas, abrindo com "Make It Happen" e "Hero", que contava com um coral ao vivo de crianças africanas,, após isso performou "We Belong Together". Em 3 de agosto, o USA Today anunciou que Carey seria adicionada à lista de artistas no MTV Video Music Awards de 2005, realizado no dia 28 do mês. A cerimônia foi realizada na American Airlines Arena, no centro de Miami Beach, na Flórida, com a apresentação de Carey no National Hotel em South Beach. Além do The Killers, ela foi a única artista a gravar sua apresentação em um local não revelado em Miami. Depois de ser apresentada por Eva Longoria, Carey apareceu em um longo palco no pátio do hotel, com Dupri abrindo a música em uma cabana próxima. Depois de performar "Shake It Off" e a versão remix oficial de "We Belong Together", Carey entrou na piscina rasa, seguida por Dupri e os dançarinos de apoio. Após a cerimônia de premiação, Carey mais uma vez levou para a Europa, sendo destaque como artista principal no Fashion Rocks 2005, realizado em Mônaco. Após sua introdução por Donatella Versace, Carey apresentou o Peter Rauhofer Remix de "We Belong Together" em uma viga suspensa, enquanto usava um vestido metálico Versace. Carey fez uma performance similar à coreografada do Peter Rauhofer Remix da música no Bambi Awards, realizado em outubro de 2005. Dois meses depois, ela comemorou o ano novo na televisão, colocando-a como artista de destaque no Times Square na véspera de ano novo em Nova York. O especial, intitulado Dick Clark's New Year's Rockin' Eve with Ryan Seacrest, foi ao ar na ABC às 22 horas do dia 31 de dezembro, e contou com Carey no palco usando um vestido curto e brilhante e performando uma seleção de singles do álbum.
Na edição de 2006 do Grammy Awards, realizado em 8 de fevereiro de 2006, Carey foi indicada a oito prêmios — o máximo que ela já havia recebido em uma noite. Naquela noite, Carey voltou ao palco do Grammy pela primeira vez desde 1996. Sua performance começou com um vídeo pré-gravado, no qual ela discutia a importância de Deus e da religião em sua vida. Carey então subiu ao palco, vestida com um vestido branco da Chanel, e cantou uma versão abreviada de "We Belong Together". Em seguida, o pastor pessoal de Carey, Clarence Keaton, leu uma passagem bíblica para abrir a apresentação de "Fly Like a Bird", como ele fez na gravação da música em estúdio. No meio da música, uma parede temporária preta foi removida, revelando um grande coral que se juntou a Carey para o clímax gospel da música. A apresentação ganhou a única ovação da noite, levando Teri Hatcher, que estava apresentando o próximo prêmio, a exclamar: "É como se todos tivéssemos acabado de ser salvos!". O desempenho de Carey recebeu ótimas críticas dos críticos. Gary Susman, da Entertainment Weekly, chamou a performance de o "retorno da rainha", observando que sua voz "subiu nas vigas como apenas Carey pode". Carey incluiu "We Belong Together" nas duas turnês seguintes após o lançamento, e Adventures of Mimi e Angels Advocate Tour. No primeiro, a música foi apresentada como o número de bis, com Carey re-entrando nas arenas em um vestido de gala bege. Apoiada por três vocalistas de fundo, Trey Lorenz, Sherry Tatum e MaryAnn Tatum, Carey começou a cantar a música enquanto confetes eram lançados da arena. De acordo com Jennifer Vineyard, da MTV News, a performance foi "uma grande conquista", e o destaque do programa, e mostrou Carey se reconectando com o público de maneiras que ela não conseguiu durante a maior parte do show. Da mesma forma, durante a turnê Angel's Advocate, a música foi colocada como um dos números finais no set-list. Usando um vestido preto, Carey apresentou a canção como a "Canção da Década" pela Billboard, e agradeceu ao público por torná-la seu 16º single número um nos Estados Unidos. Após a conclusão da música, Carey saiu da arena por alguns momentos, antes de retornar para performar "Hero" como bis.

## Formatos e listas de faixas
| CD single australiano 1. "We Belong Together" – 3:22 2. "We Belong Together" (Reconstruction Radio Mix) – 4:05 3. "It's Like That (Remix)" (part. Fat Joe) – 3:32 4. "We Belong Together" (Vídeo) Maxi-single dinamarquês (Promocional) 1. "We Belong Together (Remix)" – 4:30 2. "We Belong Together (Reconstruction Radio Mix)" – 4:04 3. "We Belong Together (Reconstruction Club Mix)" – 9:25 4. "We Belong Together (Atlantic Soul Radio Edit)" – 4:22 5. "We Belong Together (Atlantic Soul Vocal)" – 7:23 6. "We Belong Together (Atlantic Soul Instrumental)" – 7:22 CD single europeu 1. "We Belong Together" – 3:22 2. "We Belong Together (Remix)" (part. Jadakiss e Styles P) – 4:30 CD single japonês 1. "We Belong Together" – 3:22 2. "We Belong Together" (Instrumental) – 3:22 | CD single britânico 1. "We Belong Together" – 3:23 2. "We Belong Together" (Remix) – 4:06 CD maxi-single britânico 1. "We Belong Together (Remix)" – 4:30 2. "We Belong Together (Reconstruction Radio Mix)" – 4:04 3. "We Belong Together (Reconstruction Club Mix)" – 9:25 4. "We Belong Together (Atlantic Soul Radio Edit)" – 4:22 5. "We Belong Together (Atlantic Soul Vocal)" – 7:23 6. "We Belong Together (Atlantic Soul Instrumental)" – 7:22 CD single americano (Promo) 1. "We Belong Together" – 4:27 2. "We Belong Together (Instrumental)" – 4:28 |

## Créditos
Lista-se abaixo os profissionais envolvidos na elaboração de "We Belong Together", de acordo com o encarte do álbum The Emancipation of Mimi:
| - Mariah Carey: composição, produção, vocalista principal, vocalista de apoio - Jermaine Dupri: composição, produção - Manuel Seal: composição, produção - Johntá Austin: composição - Bobby Womack: composição - Patrick Moten: composição | - Kenneth Edmonds: composição - Darrel Bristol: composição - Sandra Sully: composição - Brian Frye: engenharia - Herb Power: masterização |

## Desempenho nas tabelas musicais
| Tabela musical (2005)                                         | Melhor posição |
| ------------------------------------------------------------- | -------------- |
| Alemanha (Media Control Charts)                               | 11             |
| Austrália (ARIA Charts)                                       | 1              |
| Áustria (Ö3 Austria Top 40)                                   | 31             |
| Bélgica (Ultratop 50 de Flandres)                             | 12             |
| Bélgica (Ultratop 40 da Valônia)                              | 24             |
| Canadá (Canada Airplay BDS)                                   | 2              |
| Dinamarca (Tracklisten)                                       | 3              |
| Espanha (Productores de Música de España)                     | 3              |
| Estados Unidos (Billboard Hot 100)                            | 1              |
| Estados Unidos (Hot Dance Club Songs)                         | 1              |
| Estados Unidos (Pop Songs)                                    | 1              |
| Estados Unidos (Hot R&B/Hip-Hop Songs)                        | 1              |
| Estados Unidos (Adult Pop Songs)                              | 16             |
| Estados Unidos (Hot Adult Contemporary Tracks)                | 3              |
| França (Syndicat National de l'Édition Phonographique)        | 12             |
| Hungria (Magyar Hanglemezkiadók Szövetsége)                   | 5              |
| Irlanda (Irish Recorded Music Association)                    | 3              |
| Itália (Federazione Industria Musicale Italiana)              | 15             |
| Nova Zelândia (Recording Industry Association of New Zealand) | 2              |
| Noruega (VG-lista)                                            | 9              |
| Países Baixos (MegaCharts)                                    | 1              |
| Reino Unido (UK Singles Chart)                                | 2              |
| Suécia (Sverigetopplistan)                                    | 11             |
| Suíça (Schweizer Hitparade)                                   | 4              |
| União Europeia (Eurochart Hot 100 Singles)                    | 4              |

| Tabela musical (2005)                                         | Posição |
| ------------------------------------------------------------- | ------- |
| Austrália (ARIA Charts)                                       | 17      |
| Bélgica (Ultratop 50 de Flandres)                             | 47      |
| Estados Unidos (Billboard Hot 100)                            | 1       |
| Nova Zelândia (Recording Industry Association of New Zealand) | 36      |
| Países Baixos (MegaCharts)                                    | 22      |
| Reino Unido (UK Singles Chart)                                | 20      |
| Suécia (Sverigetopplistan)                                    | 57      |
| Suíça (Schweizer Hitparade)                                   | 57      |
| União Europeia (Eurochart Hot 100 Singles)                    | 45      |

| Tabela musical (2000–2009)         | Posição |
| ---------------------------------- | ------- |
| Estados Unidos (Billboard Hot 100) | 1       |

| Tabela musical (2013)              | Posição |
| ---------------------------------- | ------- |
| Estados Unidos (Billboard Hot 100) | 11      |

| País                  | Certificação |
| --------------------- | ------------ |
| Austrália (ARIA)      | Platina      |
| Estados Unidos (RIAA) | Platina      |
| Nova Zelândia (RIANZ) | Ouro         |
| Reino Unido (BPI)     | Prata        |